# Protetorado de Samoa Ocidental
Protetorado de Samoa Ocidental (em inglês:  Western Samoa Trust Territory) foi a Samoa Ocidental entre o fim do domínio alemão em 1920 e a sua obtenção da independência em 1962.
O território foi um mandato da Liga das Nações ao Reino Unido de 1920 até 1946. Em 1946, o território tornou-se um protetorado das Nações Unidas e com o acordo do Reino Unido foi colocado sob a jurisdição da Nova Zelândia. A Nova Zelândia foi convidada pelas Nações Unidas (ONU) a administrar o território com o objetivo final de descolonização e da autodeterminação. Este processo chegou ao fim em 1962 com a independência de Samoa Ocidental.